# Frans Willem Saris

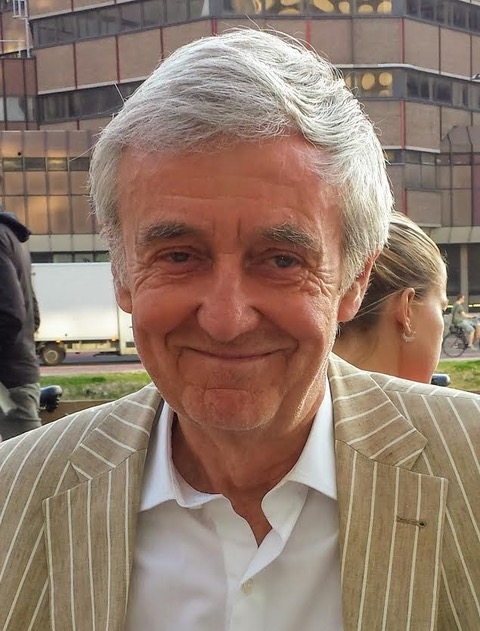
Saris in 2018 in Utrecht.

Frans Willem Saris (Leiden, 20 april 1942 – Amsterdam, 29 juni 2025) was een Nederlandse natuurkundige en publicist.

## Ouders
Saris' moeder, Thea Henrichs studeerde biologie aan de Universiteit Leiden en werd na haar afstuderen docent biologie in Amsterdam. Saris' vader, Bart Saris, studeerde natuurkunde aan diezelfde universiteit en werd later bedrijfsingenieur en milieukundige in Amsterdam en Arnhem.

## Opleiding
Voor zijn middelbare school doorliep de jonge Saris het Sint-Nicolaaslyceum te Amsterdam, waar hij in 1960 eindexamen deed. Vervolgens ging hij natuurkunde studeren aan de UvA en deed in dat vakgebied in 1967 zijn doctoraalexamen. Voor zijn promotieonderzoek ging Saris naar de Universiteit Leiden waar hij in 1971 promoveerde bij prof. dr. Jacob Kistemaker op een proefschrift getiteld Characteristic X-ray production in heavy-ion atom collisions.

## Loopbaan
Als natuurkundige deed Frans Willem Saris dertig jaar onderzoek op het FOM-instituut voor Atoom-en Molecuulfysica (AMOLF) te Amsterdam, eerst aan röntgenstraling, daarna aan silicium, materiaal waarmee chips voor computers en zonnecellen worden gemaakt. Hij startte daar met projecten op het gebied van zonne-energie en koos voor fundamenteel onderzoek met een maatschappelijke impact. Hij begon bij AMOLF in 1964 als student-assistent, en was er van 1986 tot 1996 directeur.
Na zijn promotie aan de Universiteit Leiden werd hij hoogleraar natuurkunde aan de universiteit Utrecht. Zijn inaugurele rede had de titel Dagboek van een fysicus waarin hij vertelde over zijn belevenissen als onderzoeker in Moskou, Amsterdam en Yorktown Heights.
Later werd hij later decaan van de faculteit der wiskunde en natuurwetenschappen te Leiden. Van 1996 tot 2002 was hij directievoorzitter van het Energieonderzoek Centrum Nederland in Petten.

## Prijzen en onderscheidingen
Voor zijn onderzoek kreeg hij twee prijzen, een Röntgen-plaquette in 1974 en een Röntgen-prijs in 1975. In 1986 kreeg hij de Jacob Kistemaker-prijs. In 2007 werd hij benoemd tot Ridder in de orde van de Nederlandse Leeuw.
Planetoïde (10981) Franssaris is naar hem vernoemd.

## Publicist
Als publicist schreef hij columns voor NRC Handelsblad, de Volkskrant, Technisch Weekblad en Het Financieele Dagblad. Van 1994 tot 2007 was hij lid van de redactie van het algemeen cultureel tijdschrift De Gids. Vanaf 2018 was hij medewerker van de tweewekelijkse opiniekrant Argus. Naast zijn wetenschappelijke publicaties verscheen van hem een reeks voorlichtende boeken voor een breder publiek. Ook bundelde hij andere verhalen, zoals Als de koffie maar goed is, Over de magie van een laboratoriumleven, verhalen over zijn periode bij AMOLF. De titel is ontleend aan een uitspraak van Kistermaker.
Als auteursnaam gebruikte hij ter onderscheiding van anderen met dezelfde familienaam: Frans W. Saris.

## Huwelijk
In 1965 trouwde Saris met Catherina Maria (Pien) Bertelsmann (1941-2016), docent Engels te Amsterdam. Het paar kreeg drie kinderen en acht kleinkinderen. Toen zijn echtgenote dementeerde, gaf Saris haar als experiment een voedingssupplement met oxytocine. Na toedienen van dit "knuffelhormoon" werd zij vrolijker. Of dit een placebo-effect is geweest of dat het beter worden van zijn vrouw werkelijk te danken was aan het middel, is bij zo'n klein experiment echter niet vast te stellen. De vrouw van Saris overleed in 2016.